# Metalectra fidelia
Metalectra fidelia là một loài bướm đêm trong họ Erebidae.